# Castell de Villesavin
El castell de Villesavin —francès: Château de Villesavin— és un castell situat a la comuna de Tour-en-Sologne (França), al departament de Loir-et-Cher, a uns 17 km de Blois, a 9 km de Chambord i a 6 km de Cheverny.
És Monument històric de França, des del 10 de juliol de 1959, i pertany al conjunt monumental dels castells del Loira.

## Història
Va ser construït entre 1527 i 1537 per Jean le Breton, senyor de Villandry i secretari de Finances del rei Francesc I i encarregat de fer els pagaments de la important tasca de Chambord.
Al segle xvii, Jean Phélippeaux, aleshores propietari del castell de Villesavin, va fer diverses intervencions a les pintures del sostre de la capella.

## Galeria d'imatges

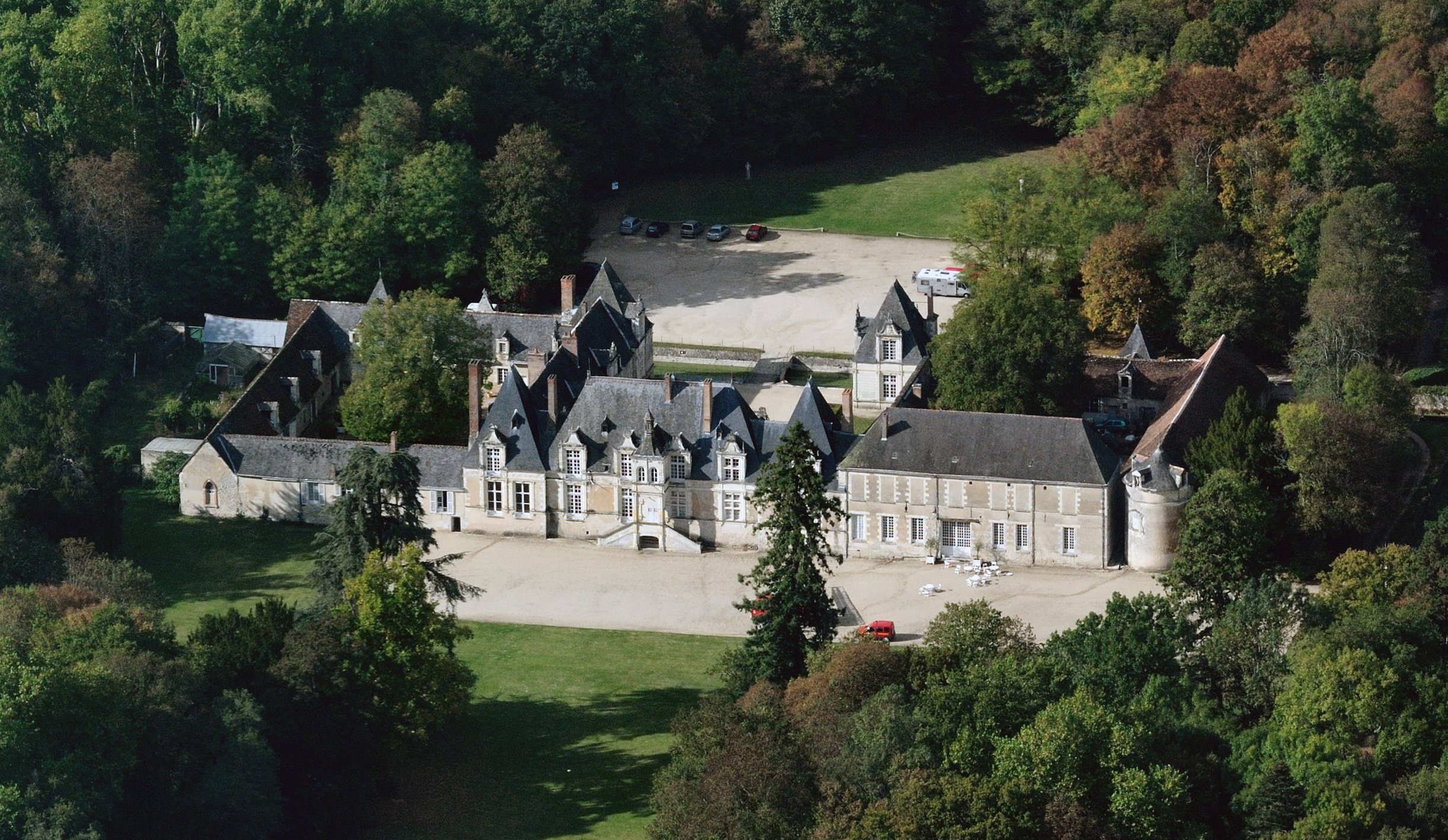
Vista aèria
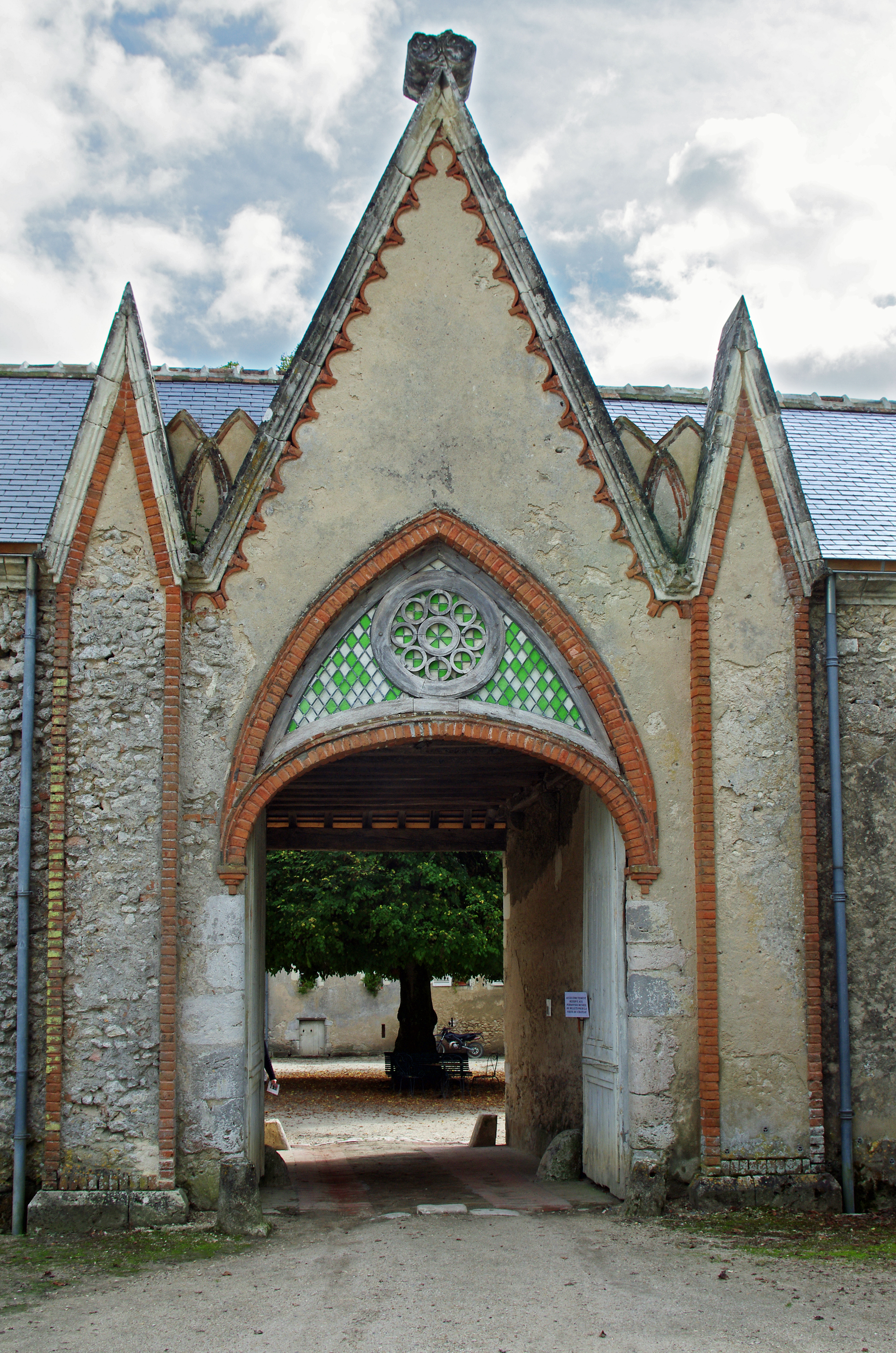
Porta d'entrada neo-gòtica
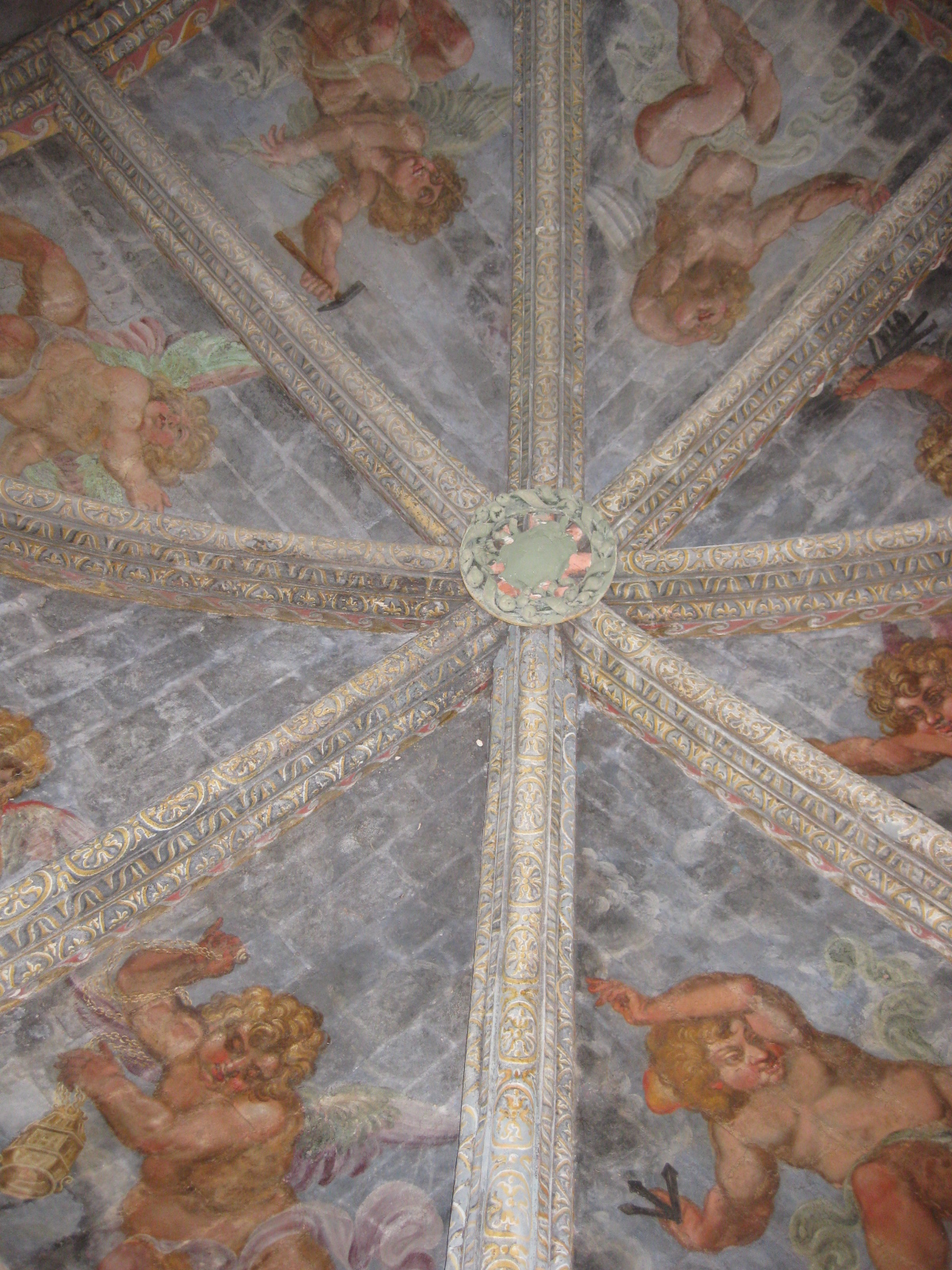
Pintures murals de la capella
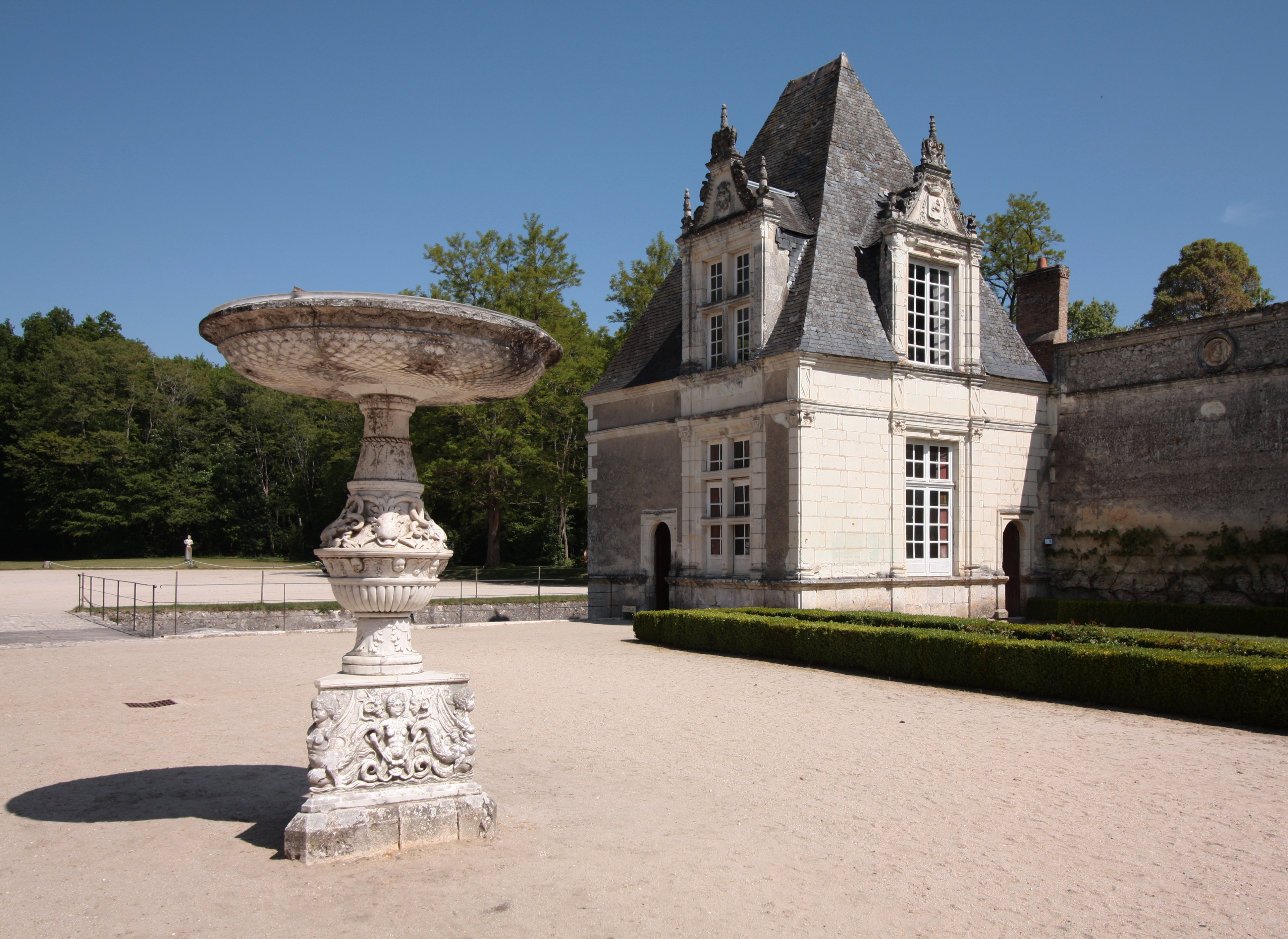
Font en marbre de Carrara
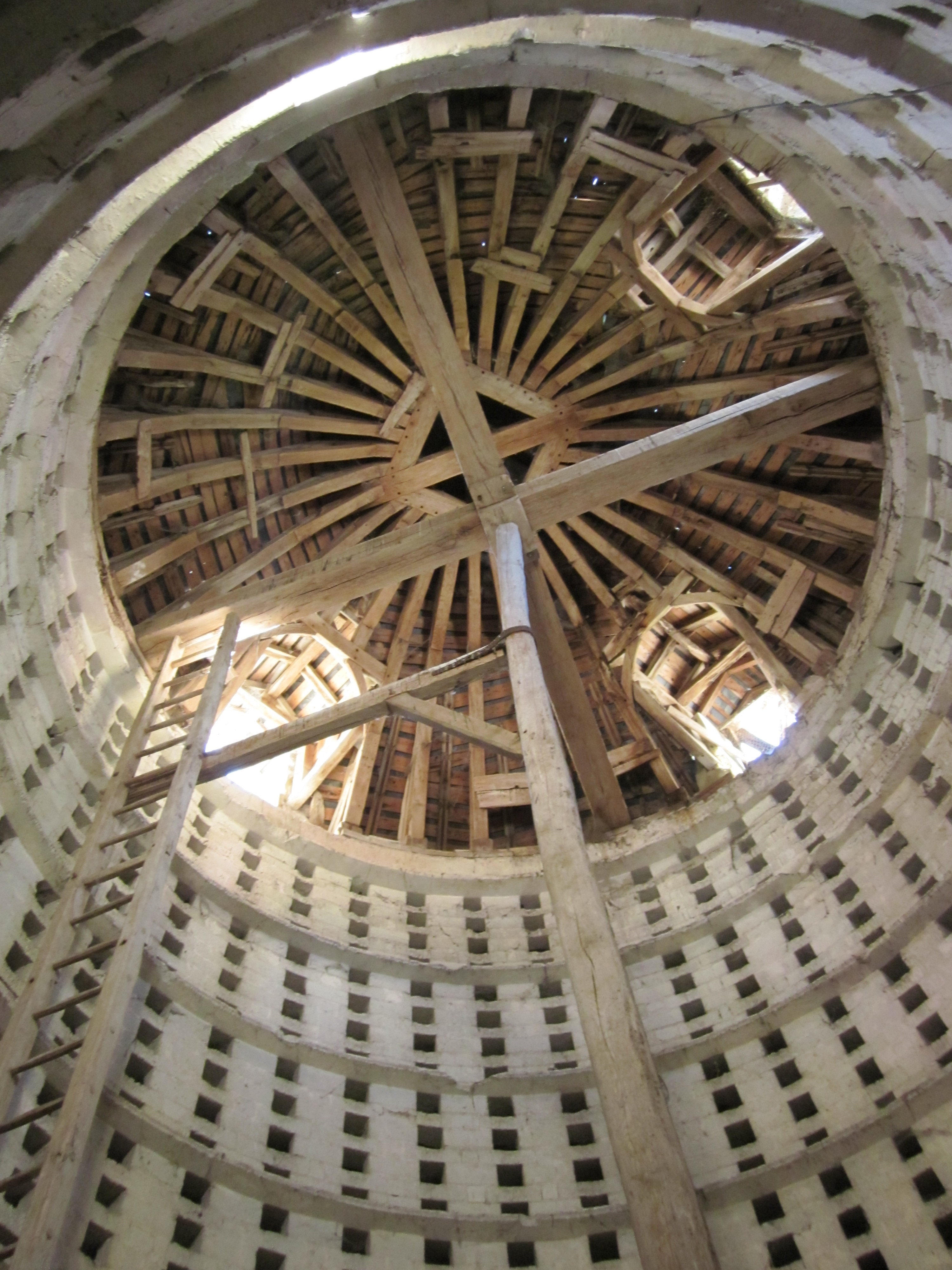
Colomar